# Сивожелез, Евгений Игоревич
Евгений Игоревич Сивожелез (6 августа 1986, Чайковский) — российский волейболист, доигровщик новосибирского «Локомотива», игрок сборной России (2009—2015), мастер спорта международного класса.

## Карьера
Начинал заниматься волейболом в городе Чайковский. Выступал за команду «Ямал» (г. Ноябрьск) под руководством тренера Михаила Ивановича Карпенко, затем в Нижневартовске у тренера Елены Березиной. В мае 2000 года в возрасте 13 лет дебютировал в составе «Самотлор-колледжа» (фарм-команды нижневартовского «Самотлора») в розыгрыше Кубка России. Евгений впервые вышел на матч Суперлиги в 15 лет, 30 сентября 2001 года сыграв в первом туре чемпионата против «Балтики».
В 2004 году был призван в молодёжную сборную России, но не вошёл в заявку команды на чемпионат Европы в Хорватии. В следующем году являлся одним из ключевых игроков молодёжной сборной, выигравшей чемпионат мира.
13 июня 2009 года дебютировал в национальной сборной России, проводившей в Токородзаве матч Мировой лиги против команды Японии. Сивожелез был игроком стартового состава сборной образца 2013 года и выиграл с ней золотые медали Мировой лиги и чемпионата Европы, а также серебро Всемирного Кубка чемпионов.
На клубном уровне наибольших успехов достиг с казанским «Зенитом», став пятикратным чемпионом России, трёхкратным обладателем национального Кубка и победителем Лиги чемпионов. С 2017 года выступал за «Зенит» из Санкт-Петербурга, в 2019 году перешёл в «Кузбасс», в 2022 году — в новоуренгойский «Факел». По ходу сезона-2023/24 вернулся в петербургский «Зенит». В январе 2025 года пополнил состав новосибирского «Локомотива».

## Достижения

### Со сборной России
- Чемпион Европы (2013).
- Победитель Мировой лиги (2013), бронзовый призёр Мировой лиги (2009).
- Обладатель Кубка мира (2011).
- Серебряный призёр Всемирного Кубка чемпионов (2013).
- Победитель Универсиады (2011).
- Чемпион мира среди молодёжных команд (2005).

### В клубной карьере
- Чемпион России (2011/12, 2013/14, 2014/15, 2015/16, 2016/17), серебряный (2017/18) и бронзовый (2009/10, 2012/13, 2019/20) призёр чемпионата России.
- Обладатель Кубка России (2008, 2014, 2015, 2016, 2025), финалист (2012, 2018, 2022) и бронзовый призёр (2013) Кубка России.
- Обладатель Суперкубка России (2008, 2009, 2011, 2012, 2015, 2016, 2019).
- Победитель Лиги чемпионов (2011/12, 2014/15, 2016/17), серебряный (2009/10) и бронзовый (2012/13) призёр Лиги чемпионов.
- Серебряный (2015, 2016) и бронзовый (2011) призёр клубного чемпионата мира.
- Участник Матчей звёзд России (2013, февраль 2014).